# Ftalimid
Ftalimid je organická sloučenina se vzorcem C6H4(CO)2NH. Je to imidový derivát ftalanhydridu, jedná se o bílou pevnou látku, která při vyšší teplotě sublimuje; je málo rozpustná ve vodě, ovšem mnohem více v roztocích zásad. Používá se jako prekurzor dalších organických látek.

## Výroba
Ftalimid se vyrábí zahříváním ftalanhydridu ve vodném roztoku amoniaku, výtěžnost reakce je 95–97 %. Další způsob výroby spočívá v reakci ftalanhydridu s uhličitanem amonným nebo močovinou. Také jej lze získat ammoxidací o-xylenu.

## Použití
Ftalimid je používán na výrobu kyseliny anthranilové, prekurzoru azobarviv a sacharinu.
Z této látky se rovněž vyrábí léčiva, například thalidomid.

## Reaktivita
Reakcí se zásadami jako je hydroxid sodný vznikají z ftalimidu soli. Vysoká kyselost imidové skupiny je způsobena sousedními elektrofilními karbonylovými skupinami. Reakcí s uhličitanem draselným ve vodě při 100 °C nebo s hydroxidem draselným v absolutním ethanolu vzniká ftalimid draselný, jenž se používá v Gabrielově syntéze primárních aminů, například glycinu.

## Výskyt
Existuje minerál kladnoit, který je složen z ftalimidu.

## Bezpečnost
Ftalimid má nizkou akutní toxicitu, smrtelná dávka je vyšší než 5 g/kg.